# Aixera
Aixerà (hebreu: אֲשֵׁרָה o, per bé que menys usual, אֲשֵׁירָה) era la dea de la terra, la prosperitat i la fertilitat en el panteó cananeu i fenici, entre d'altres, i tenia un temple a Tir. Fou la mare dels déus, representada als santuaris de Canaan com un arbre ornamentat. El seu culte fou durament reprimit pel rei de Judà, Josies.
Hom l'identifica amb:
- Astarte: divinitat fenícia de la fecunditat -que també apareix esmentada en la Bíblia amb les formes עַשְׁתֹּרֶת (Aixtoreth) i עַשְׁתָּרוֹת (Aixtaroth)-.
- Athar: divinitat de la fecunditat i la pluja a Aràbia del sud.
- Athirat (o ˀAtirat): divinitat d'Ugarit.
- Ixtar: divinitat de Mesopotàmia.
- Astar: divinitat d'Abissínia (actual Etiòpia).
- Qeteix: divinitat egípcia d'origen semític.
- Astoret, deïtat principal dels cananeus i els sidonis,[2]

## Bíblia

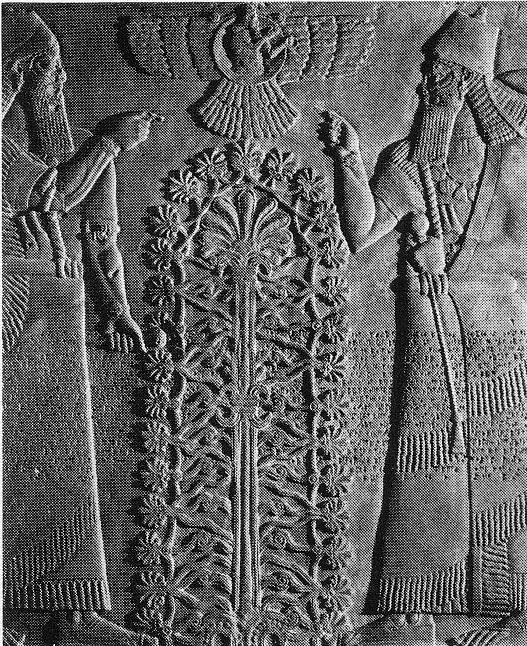
Hom representava tant Ixtar com Aixerà al costat d'una font d'energia.

El culte a Aixerà té uns 4.000 anys d'antiguitat. Fou la dea adorada pel rei Salomó, i, la seva correspondència ugarítica, Athirat, era coneguda amb l'epítet de “Qāniyatu ʔilīma”, "la progenitora dels déus". Aquest culte fou introduït a Israel a partir del casament del rei Acab amb Jezabel, qui mantingué 400 sacerdots d'Aixerà.
Segons alguns autors, el llibre Càntic dels Càntics podria ser un ritual dedicat a la dea Aixerà. En Jeremies, 44:16-19, se l'esmenta com a Reina del Cel o מְלֶכֶת הַשָּׁמַיִם o melèket haixxamaïm i les dones de Patrós li feien ofrenes i preparaven coques amb la seva efígie.
La paraula aixerà (plural: אֲשֵׁרוֹת i אֲשֵׁרִים) també podia designar un bosc o bosquet sagrat (un ‘lluc’) i un tronc de fusta (emprat per a fer-hi una representació de la dea, en una època en què no es percebia cap diferència entre la dea i l'objecte que la representava). Aquests bosquets sagrats solien estar situats a prop dels santuaris en honor de la dea mare. En el Llibre dels Jutges, Jahvè ordena al jutge Gedeó que talli el bosquet sagrat d'Aixerà que hi ha al costat d'un altar de Baal, aixecat per son pare. Per als veïns dels hebreus, els fenicis, aixecar pilars de pedra significava la numinous o presència d'una divinitat, i els pilars de fusta eren anomenats aixeràs.
La Bíblia diu que el seu culte havia estat practicat dins del Temple de Jerusalem. Així, el rei Josies, vers el 630 aC, «va ordenar al gran sacerdot Helquies, als sacerdots suplents i als guardians del cancell que traguessin del santuari de Jahvè tots els objectes dedicats al culte de Baal, d'Astarté i de tota la host celestial. Els cremà fora de Jerusalem, als camps del Cedró, i en dugué les cendres a Bet-El» (2 Reis, 23:4).

## Esposa de Jahvè
Aixerà va ser venerada a l'antic Israel com a consort del déu El i, segons el professor Ze'ev Herzog, a Judà era també venerada com a dea i esposa de Jehovà i Reina del Cel. Els hebreus feien petits pastissos pel seu festival.
Descobriments arqueològics relativament recents (daten de finals dels anys 60 i dels anys 70 del segle passat), demostren que era venerada com la dea consort de Jahvè. En una gerra de ceràmica (el denominat pithos A) trobada al jaciment arqueològic de Kuntillet ˤAjrūd (hebreu: כונתילת עג'רוד; àrab: كونتيلة عجرود, península del Sinaí), i datada entre el 950 aC i el 850 aC, s'hi va trobar la inscripció: "que Jahvè de Šomərōn (=Samaria) et beneeixi i la seva [esposa] Aixerà"". Frederic Raurell (Raurell 1987:323) la tradueix així: «X diu: Digues a Y i a Yauˤasah i (a Z): | Us beneeixo | per Jahveh, el nostre guardià, i | per la seva Asherah»; en un altre pithos (el denominat pithos B) s'hi llegeix la inscripció "Amaryo ha parlat: "digueu al seu senyor: <...> / Que Jahvè de Teman et beneeixi i la seva [esposa] Aixerà. / Que ell et beneeixi, / i que ell vetlli damunt teu, / i que ell sigui amb tu" (la traducció catalana del 1987 de Raurell (Raurell 1987: 323) fa: «Amaryau diu: Digues al meu senyor (X): et beneeixo | per Jahveh (el nostre guardià) i per la seva Asherah»). Les diferents lectures i interpretacions de les inscripcions de Kuntillet ˤAjrūd es poden consultar en Binger, 1997: 167-175.
En una tercera inscripció, trobada el 1967 per William G. Dever en una tomba d'Ḫirbet el-Qōm (hebreu: חורבת אל-קום; àrab: خربة الكوم -també transcrit com a Khirbat al-Kawm-, a una vintena de quilòmetres d'Hebron, a la zona de transició entre la Xefelà (הַשְפֵלָה) i la regió de l'altiplà central de Judea) i datada epigràficament a la segona meitat del segle VIII aC (entre el 800 aC i 700 aC aC), hi diu: "ˀŪrīyāhū, el ric (o: "el governador"; o: "el cantor"), ha fet escriure això: / ˀŪrīyāhū ha estat beneït per Jahvè. / Ell l'ha salvat dels seus destrets (o: dels seus enemics) per [intercessió de] la seva [esposa] Aixerà. [Ho ha escrit] ˀOnyāhū". La traducció catalana de Frederic Raurell (Raurell, 1987: 319), oferta en versió bilingüe hebreu-català i que segueix el text establert per Dever, 1984, fa així: «D'Uryahu. Vés amb compte amb la seva inscripció. | Que Uryahu sigui beneït per Jhwh | i (per la seva asherah) dels seus enemics/per la seva asherah/l'ha salvat | per Onyahu | i per la seva asherah | (?)». Hom pot trobar les diferents transcripcions i traduccions de la inscripció d'Ḫirbet el-Qōm en The Khirbet el-Qom inscription, dins Binger, 1997: 164-167.
Segons l'arqueòleg William G. Dever, la dea Aixerà fou venerada durant segles per molts pobles semítics de Palestina. En el cas del judaisme, Jahvè va evolucionar d'un simple déu consort d'aquesta dea, passant per adoptar el paper de Déu nacional i finalment a ser venerat com a Déu únic; la classe política dominant, influenciada pels perses, va rebutjar la resta de divinitats i convertí els hebreus en una nova religió monoteista.